# Marcel Utembi Tapa
Marcel Utembi Tapa (Luma, 7 gennaio 1959) è un arcivescovo cattolico della Repubblica Democratica del Congo, dal 28 novembre 2008 arcivescovo metropolita di Kisangani.

## Biografia
Marcel Utembi Tapa è nato a Luma il 7 gennaio 1959.

### Formazione e ministero sacerdotale
Ha frequentato le scuole elementari a Luma e le scuole secondarie nel seminario minore di Vida. Ha compiuto gli studi di filosofia presso il Filosofato "Sant'Agostino" nell'arcidiocesi di Kisangani dal 1977 al 1980 e teologia nel Teologato della diocesi di Bunia dal 1980 al 1984. Ha compiuto gli studi per la licenza in diritto canonico alle Facoltà cattolica di Kinshasa dal 1990 al 1993.
Il 29 giugno 1984 è stato ordinato presbitero per la diocesi di Mahagi-Nioka a Mahagi da monsignor Alphonse-Marie Runiga Musanganya. In seguito è stato professore e direttore del seminario minore di Vida dal 1984 al 1989; parroco di Angumu dal 1989 al 1990; animatore spirituale del clero dal 1991 al 1994 e cancelliere vescovile dal 1994 al 1997. Nel 1997 è stato inviato in Canada per studi. Nel 1999 ha conseguito il dottorato in diritto canonico all'Università San Paolo di Ottawa. Tornato in patria è stato vicario generale dal 1999 al 2001.

### Ministero episcopale
Il 20 ottobre 2001 papa Giovanni Paolo II lo ha nominato vescovo di Mahagi-Nioka. Ha ricevuto l'ordinazione episcopale il 6 gennaio successivo nella basilica di San Pietro in Vaticano dallo stesso pontefice, co-consacranti gli arcivescovi Leonardo Sandri, sostituto per gli affari generali della Segreteria di Stato, e Robert Sarah, segretario della Congregazione per l'evangelizzazione dei popoli.
Nel febbraio del 2006 ha compiuto la prima visita ad limina.
Il 28 novembre 2008 papa Benedetto XVI lo ha nominato arcivescovo metropolita di Kisangani. Ha preso possesso dell'arcidiocesi il 25 gennaio successivo.
Dal 2011 al 2 aprile 2016 è stato anche amministratore apostolico di Isangi.
Nel settembre del 2014 ha compiuto la seconda visita ad limina.
Dal 24 giugno 2016 al 1º luglio 2024 è stato presidente della Conferenza episcopale nazionale del Congo.

## Genealogia episcopale e successione apostolica
La genealogia episcopale è:
- Cardinale Scipione Rebiba
- Cardinale Giulio Antonio Santori
- Cardinale Girolamo Bernerio, O.P.
- Arcivescovo Galeazzo Sanvitale
- Cardinale Ludovico Ludovisi
- Cardinale Luigi Caetani
- Cardinale Ulderico Carpegna
- Cardinale Paluzzo Paluzzi Altieri degli Albertoni
- Papa Benedetto XIII
- Papa Benedetto XIV
- Papa Clemente XIII
- Cardinale Enrico Benedetto Stuart
- Papa Leone XII
- Cardinale Chiarissimo Falconieri Mellini
- Cardinale Camillo Di Pietro
- Cardinale Mieczysław Halka Ledóchowski
- Cardinale Jan Maurycy Paweł Puzyna de Kosielsko
- Arcivescovo Józef Bilczewski
- Arcivescovo Bolesław Twardowski
- Arcivescovo Eugeniusz Baziak
- Papa Giovanni Paolo II
- Arcivescovo Marcel Utembi Tapa

La successione apostolica è:
- Vescovo Sosthène Ayikuli Udjuwa (2011)
- Vescovo Dieudonné Madrapile Tanzi (2016)
- Vescovo Emile Mushosho Matabaro (2022)